# Trachemys yaquia
Espèce
Synonymes
- Pseudemys scripta yaquia Legler & Webb, 1970
- Trachemys dorbigni yaquia (Legler & Webb, 1970)
- Trachemys scripta yaquia (Legler & Webb, 1970)

Statut de conservation UICN

 VU B1ab(iii)+2ab(iii) : Vulnérable
Trachemys yaquia est une espèce de tortue de la famille des Emydidae.

## Répartition
Cette espèce est endémique au Mexique. Elle se rencontre au Chihuahua et au Sonora.

## Publication originale
- Legler & Webb, 1970 : A new slider turtle (Pseudemys scripta) from Sonora, Mexico. Herpetologica, vol. 26, p. 157-168.